# 池田穂乃花
池田 穂乃花（いけだ ほのか、2002年10月7日 - ）は、日本のタレント・モデル。埼玉県生まれ・育ち。

## 経歴
2002年、埼玉県に生まれる。2020年9月に他界した祖父の帯刀武次郎が1980年に開業し、コロナ禍で客足が減っていた中華料理店・東東（トントン）を閉店させまいと後を継ぐことを決意し、3代目オーナーに就任。幼馴染のジェンジェン（許維娟）と共に大学の学業と両立させながら働き始め、そのお店を切り盛りする姿が「美しすぎる町中華店主」としてSNS上で話題となる。
2023年9月、「セント・フォース」の系列事務所である「スプラウト」に所属。
2024年6月、デジタル写真集「美しすぎる町中華店主の素顔」を発売。タレント活動を本格化。
2024年7月24日の東東の公式Instagramにおいて経営側から店長の立場を離れて卒業することが発表される。
その後タレントモデルとして活動する。

## 人物
幼い頃から祖父が経営していた東東を訪れては物心つく頃には店の手伝いをしていた。自身にとって思い出の場所であったが、祖父が癌で余命三か月を宣告された後も店の事を心配する祖父の姿に心を打たれ、他界し閉店させるという話になった時、当時はまだ女子高生で大学の推薦も決まっていたものの、この時に学業と両立させながらでも経営を引き継ぐことを決意する。
武次郎から味のレシピを教わっていなかった為、直接教わった純レバを除き、味の再現に取り組む。当初は味が変わったと離れる常連客もいたが、味を知る幼馴染みや男性スタッフらの協力により次第に料理の腕を磨きながら取り組んでいった結果、再び活気あふれる人気店となる。
メニューの値上げで一度売り上げが落ちた際、『値上げしても、魅力のある店づくりと話題づくりを続ければ、地元の常連客は戻って来ると思った。だから、毎日通っても飽きないよう、まずは日替わりの「まんぷく定食」（1100円）をスタートさせた』と考え、毎日それらの新メニューをSNSで発信する事で好評を得ていった。
遠方の人にもアピールしようとTikTokでお薦め料理を紹介したところ、メガ盛り料理の「ステーキチャーハン」などが反響を呼び来店客が増えた。SNSを通じて海外からも多くの人達が訪れるようになる。
大妻女子大学比較文化学部比較文化学科に在学。
韓国5人組ガールズグループ、「New Jeans」のメンバーであるミンジに似ていると韓国でも話題になり、韓国からも数多くのDMが来るようになる。
店舗の2階に住み込みで働き、定休日の月曜日と火曜日に大学の日程を入れ、残りの5日間を東東の店主として働く多忙な生活を送る。
当初の東東の公式Instagramのフォロワーは40人程度だったがSNSの活動により現在は12万近くとなり、Xのフォロワー数も1.5万人以上となっている。
2025年3月22日に大学を卒業した事をSNS上で報告した。

## 出演

### テレビ番組
- ゼロイチ
- 激レアさんを連れてきた。
- ザワつく!金曜日
- スーパーJチャンネル
- 昼めし旅
- 内さまワールド
- 林修の今、知りたいでしょ!
- THE TIME,ライフコーナー （リポーター）

### ラジオ番組
- gee up sprout

### 写真集
- 「美しすぎる町中華店主の素顔～Too Beautiful Restaurant Owner～」1st Digital Photobook